# Jan Dziuban
Jan Andrzej Dziuban (ur. 5 maja 1951 w Sanoku) – polski specjalista w dziedzinie mikrosystemów (MEMS, MEOMS) i nanosystemów (NEMS), profesor zwyczajny Politechniki Wrocławskiej na Wydziale Elektroniki Mikrosystemów i Fotoniki.

## Działalność naukowo-dydaktyczna
W 1978 otrzymał tytuł doktora nauk technicznych, a w 2002 uzyskał habilitację na Wydziale Elektroniki Mikrosystemów i Fotoniki Politechniki Wrocławskiej. Po postępowaniu w ITE w 2008 otrzymał tytuł profesora, a pracę jako profesor zwyczajny rozpoczął w 2010 na Politechnice Wrocławskiej.